# Пне (Мазовецьке воєводство)
Пне (пол. Pnie) — село в Польщі, у гміні Промна Білобжезького повіту Мазовецького воєводства.
Населення — 261 особа (2011).
У 1975-1998 роках село належало до Радомського воєводства.

## Демографія
Демографічна структура станом на 31 березня 2011 року:
|          | Загалом | Допрацездатний вік | Працездатний вік | Постпрацездатний вік |
| -------- | ------- | ------------------ | ---------------- | -------------------- |
| Чоловіки | 134     | 22                 | 97               | 15                   |
| Жінки    | 127     | 25                 | 70               | 32                   |
| Разом    | 261     | 47                 | 167              | 47                   |